# Xã Paint, Quận Ross, Ohio
Xã Paint (tiếng Anh: Paint Township) là một xã thuộc quận Ross, tiểu bang Ohio, Hoa Kỳ. Năm 2010, dân số của xã này là 1.363 người.